# Парфенова Зоя Іванівна
Зо́я Іва́нівна Парфе́нова (Акі́мова) (нар. 21 червня 1920 — пом. 7 квітня 1993) — радянська військова льотчиця, учасник Другої світової війни. Заступник командира ескадрильї 46-го гвардійського нічного бомбардувального авіаційного полку, гвардії старший лейтенант. Герой Радянського Союзу (1945).

## Життєпис
Народилася 21 червня 1920 року в місті Алатир (нині — Чуваська Республіка) в родині робітника. Росіянка. Закінчила 7 класів, школу медичних сестер і аероклуб. Була льотчиком-інструктором в аероклубі міста Алатир.
До лав РСЧА призвана за комсомольським набором у жовтні 1941 року. Закінчила курси при Енгельсській військовій авіаційній школі пілотів у 1942 році. Учасниця німецько-радянської війни з травня 1942 року. Воювала на Південному, Закавказькому, Північно-Кавказькому, 2-у Білоруському фронтах. Пройшла бойовий шлях від пілота до заступника командира ескадрильї 588-го (з лютого 1943 року — 46-го гвардійського) нічного бомбардувального авіаційного полку. Член ВКП(б) з 1944 року.
Всього за роки війни здійснила 815 вдалих нічних бойових вильотів на літакові По-2 з бойовим налетом 1049 годин.
Після закінченні війни у 1945 році гвардії старший лейтенант З. І. Парфенова вийшла у запас. Жила в Рязані (Росія), до 1979 року працювала адміністратором кінотеатру.
З 1991 року мешкала в Москві, де й померла 7 квітня 1993 року. Похована на Щербинському цвинтарі.

## Нагороди
Указом Президії Верховної Ради СРСР від 18 серпня 1945 року «за зразкове виконання бойових завдань командування на фронті боротьби з німецькими загарбниками та виявлені при цьому відвагу і героїзм», гвардії старшому лейтенантові Парфеновій Зої Іванівні присвоєне звання Героя Радянського Союзу з врученням ордена Леніна і медалі «Золота Зірка» (№ 7968).
Також нагороджена двома орденами Червоного Прапора (09.09.1942, 15.06.1946), двома Вітчизняної війни 1-го ступеня (26.04.1944, 11.03.1985), Червоної Зірки (30.11.1942) і медалями.